# John B. Macy
John B. Macy (* 25. März 1799 in Nantucket, Massachusetts; † 24. September 1856 auf dem Michigansee) war ein amerikanischer Politiker. Zwischen 1853 und 1855 vertrat er den Bundesstaat Wisconsin im US-Repräsentantenhaus.

## Werdegang
Nach seiner Schulzeit zog John Macy im Jahr 1826 zunächst nach New York City und dann noch im gleichen Jahr nach Buffalo (New York). Zwischen 1842 und 1845 lebte er in Cincinnati (Ohio). Macy war einer der Gründer der Stadt Toledo und wurde Miteigentümer der Eisenbahngesellschaft Rock River Valley Union Railroad. Im Jahr 1845 zog er nach Fond du Lac im Wisconsin-Territorium, wo er in der Immobilienbranche arbeitete. Später zog er in den Ort Empire.
Politisch wurde Macy Mitglied der Demokratischen Partei. Bei den Kongresswahlen des Jahres 1852 wurde er im dritten Wahlbezirk von Wisconsin in das US-Repräsentantenhaus in Washington, D.C. gewählt. Dort trat er am 4. März 1853 die Nachfolge von James Duane Doty an. Da er bei den Wahlen des Jahres 1854 nicht bestätigt wurde, konnte er bis zum 3. März 1855 nur eine Legislaturperiode im Kongress absolvieren. Diese war von den Ereignissen im Vorfeld des Bürgerkrieges geprägt. Dabei ging es damals vor allem um die Frage der Sklaverei.
Nach seinem Ausscheiden aus dem US-Repräsentantenhaus nahm Macy seine früheren Tätigkeiten wieder auf. Er starb am 24. September 1856 auf dem Dampfschiff Niagara, das auf dem Michigansee nahe Port Washington in Brand geriet. Seine Leiche wurde nie gefunden.